# Kaspar von Hohenems

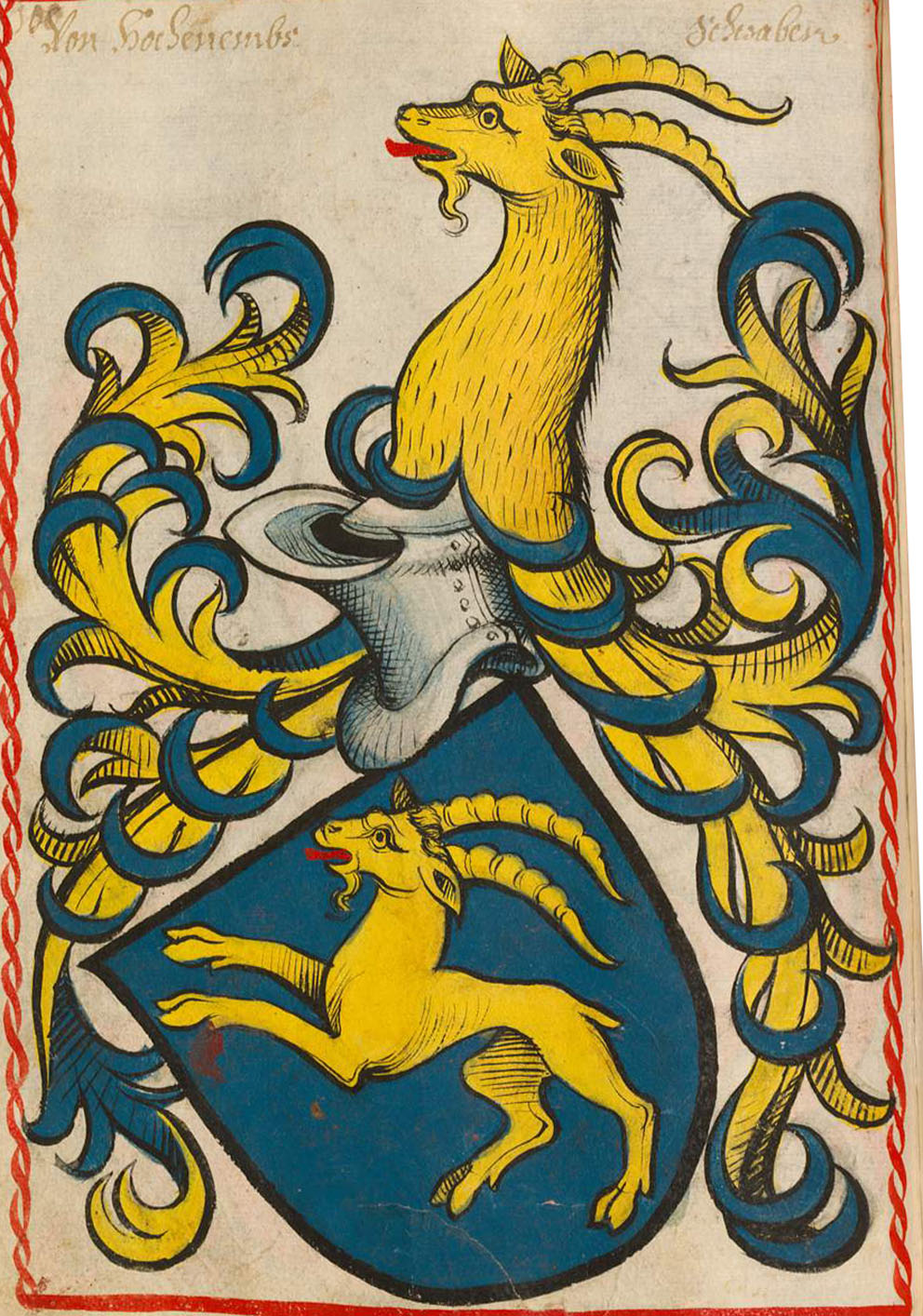
Stemma dei signori di Ems dal 1450.

Kaspar von Hohenems, italianizzato in Gaspare di Hohenems (Hohenems, 1º marzo 1573 – Hohenems, 10 settembre 1640), è stato un politico austriaco.

## Biografia
Kaspar von Hohenems era figlio di Ortensia Borromeo e del conte Jacob Hannibal von Ems zu Hohenems e nacque nella fortezza di Alt-Ems presso Hohenems. Egli era pertanto pronipote di papa Pio IV e parente di San Carlo Borromeo. Suo padre morì quando Kaspar aveva 15 anni e pertanto egli passò sotto la tutela dello zio cardinale Markus Sittikus von Hohenems.
Nel 1589 Kaspar riuscì ad essere proposto come tesoriere al servizio dell'arciduca Ferdinando del Tirolo. Dal 1607 al 1614 ricoprì l'incarico di Balì per Bludenz e Sonnenberg. Durante questi stessi anni (1603-1610), il conte si dedicò particolarmente all'attività edilizia espandendo il Palazzo Hohenems sulla base di progetti stilati dall'architetto italiano Martino Longhi il vecchio, servendosi dello scultore Isaia Gruber per la realizzazione dei decori esterni, delle statue e dei bassorilievi per la locale chiesa parrocchiale. Nel 1607 a Ems-Reute fece erigere la chiesa di San Rocco, patrono degli appestati, perché salvasse la città dalla pestilenza.
Il 4 gennaio 1614 sua moglie Leonora Philipina Welsperg morì durante il parto e nel marzo di quello stesso anno egli si risposò con Anna Amalia di Sulz.
Convinto oppositore degli ebrei e del loro ruolo nell'economia delle città, nel 1617 ne decretò l'espulsione dalla marca di Burgau. Durante i medesimi anni si occupò attivamente della caccia alle streghe, portando per sua dichiarazione all'arresto ed alla condanna a morte di Frena Fenkart il 10 dicembre 1630. Poco dopo accusò anche la figlia di questa, Walpurga Türtscherin, sempre per presunta stregoneria.
Kaspar morì il 10 settembre 1640 nella città Hohenems. La sua salma venne posta in un grandioso sarcofago scolpito realizzato nel 1635 dallo scultore Hans Konrad Asper e posto nella Chiesa di San Carlo a Hohenems. Egli fu l'ultimo a portare splendore alla sua stirpe: suo figlio Ferdinand Karl venne costretto a vendere gran parte delle proprietà di famiglia per ripianare i propri debiti e tra queste proprietà figurava anche la signoria di Schellenberg che venne venduta nel 1699 al principe Giovanni Adamo Andrea del Liechtenstein che nel 1712 gli acquistò anche la contea di Vaduz con l'annesso castello, dando così vita al moderno stato del Principato del Liechtenstein